# Liste der Kulturdenkmale in Lauterstein

Wappen von Lauterstein

In der Liste der Kulturdenkmale in Lauterstein werden unbeweglichen Bau- und Kunstdenkmale in Lauterstein aufgelistet. Diese Liste ist noch unvollständig.

## Allgemein
- Bild: Zeigt ein ausgewähltes Bild aus Commons, „Weitere Bilder“ verweist auf die Bilder im Medienarchiv Wikimedia Commons.
- Bezeichnung: Nennt den Namen, die Bezeichnung oder die Art des Kulturdenkmals.
- Lage: Straßenname und Hausnummer oder Flurstücknummer des Kulturdenkmals, gegebenenfalls auch den Ortsteil. Die Grundsortierung der Liste erfolgt nach dieser Adresse. Der Link (Karte) führt zu verschiedenen Kartendiensten mit der Position des Kulturdenkmals. Fehlt dieser Link, wurden die Koordinaten noch nicht eingetragen. Sind diese bekannt, können sie über ein Tool mit einer Kartenansicht einfach nachgetragen werden. In dieser Kartenansicht sind Kulturdenkmale ohne Koordinaten mit einem roten bzw. orangen Marker dargestellt und können durch Verschieben auf die richtige Position in der Karte mit Koordinaten versehen werden. Kulturdenkmale ohne Bild sind an einem blauen bzw. roten Marker erkennbar.
- Datierung: Baubeginn, Fertigstellung, Datum der Erstnennung oder grobe zeitliche Einordnung entsprechend des Eintrags in der zuständigen Denkmaldatenbank (Landesamt für Denkmalpflege Baden-Württemberg).
- Beschreibung: Kurzcharakteristik des Kulturdenkmals.

## Liste
| Bild           | Bezeichnung                          | Lage                                         | Datierung           | Beschreibung | ID |
| -------------- | ------------------------------------ | -------------------------------------------- | ------------------- | --- | -- |
| Weitere Bilder | Katholische Friedhofskapelle         | Nenningen, Friedhofstraße 1 (Karte)          | 1774/75             | Die von Johann Michael Keller erbaute katholische Friedhofskapelle befindet sich am südwestlichen Rand von Nenningen. Die in der Kapelle befindliche Pietà stammt von dem Bildhauer Ignaz Günther. Geschützt nach § 28 DSchG |    |
| Weitere Bilder | Katholische Pfarrkirche St. Martinus | Nenningen, Hauptstraße 35 (Karte)            | 1910                | Die katholische Pfarrkirche St. Martinus wurde an der Stelle einer Vorgängerkirche aus dem 13. Jahrhundert erbaut. Erbaut wurde sie von Joseph Cades in Form einer Basilika. Geschützt nach § 2 DSchG                        |    |
| Weitere Bilder | Ortskern Weißenstein                 | Weißenstein, Ortslage                        | 17.–19. Jahrhundert | Der historische Ortskern von Weißenstein beinhaltet unter anderem das Schloss Weißenstein und die katholische Pfarrkirche von C. Wiedemann.                                                                                  |    |
| Weitere Bilder | Bernharduskapelle                    | Weißenstein, Auf dem Bernhardusberg (Karte)  | 1880                | Die Bernharduskapelle liegt nördlich von Weißenstein an einem Hang des Bernhardusberges. Geschützt nach § 2 DSchG |    |
| Weitere Bilder | Böhmenkircher Steige                 | Weißenstein, Straße nach Böhmenkirch (Karte) |                     | Die Böhmenkircher Steige führt östlich von Weißenstein nach Böhmenkirch. Geschützt nach § 2 DSchG |    |